# Heinz Valk

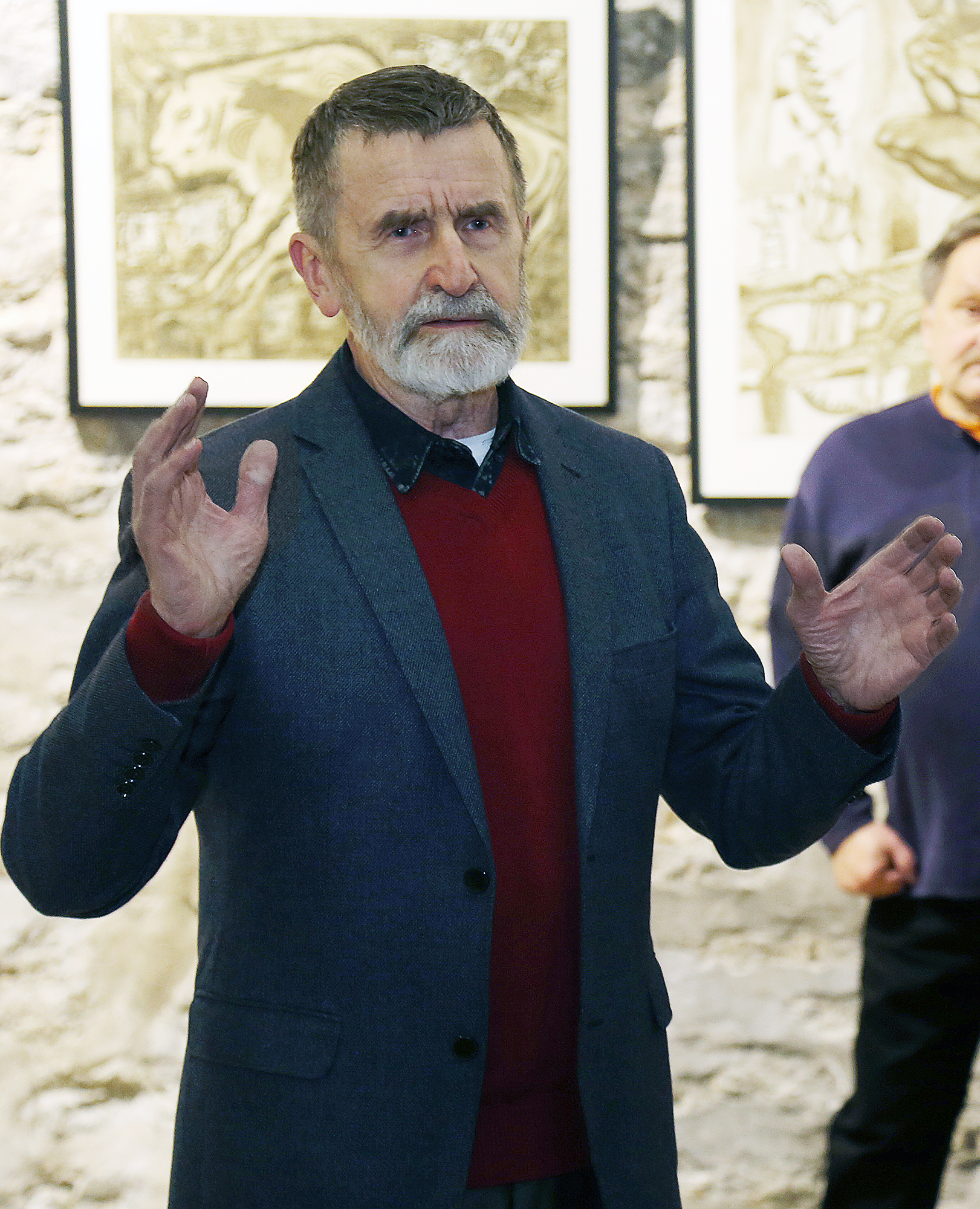
Heinz Valk (2017)

Heinz Valk (eigentlich Heinrich Valk; * 7. März 1936 in Krasnogwardeisk) ist ein estnischer Künstler und Politiker.

## Kunst
Heinz Valk wurde als Sohn von Aleksander (1892–1947) und Sinaida Valk (1902–1991) im Gattschina nahe Leningrad geboren. Er schloss 1954 die Schule in der estnischen Hauptstadt Tallinn ab. Von 1955 bis 1961 studierte er am Staatlichen Kunstinstitut der Estnischen SSR in Tallinn, der heutigen Estnischen Kunstakademie. Seinen Abschluss erhielt er im Fach Toreutik.
Heinz Valk wurde vor allem für seine Buchillustrationen bekannt. Außerdem ist er einer der beliebtesten Karikaturisten Estlands.

## Politik
1988 war Heinz Valk einer der Mitbegründer der estnischen Oppositionsbewegung Rahvarinne. Sie setzte sich für demokratische Reformen, die Loslösung Estlands von der Sowjetunion und die Wiederherstellung der estnischen Unabhängigkeit ein. Am 11. September 1988 demonstrierten an der Tallinner Sängerbühne etwa 300.000 Menschen im Rahmen der „Singenden Revolution“ für Veränderungen in Estlands. Heinz Valk prägte in seiner Rede einen der populären Slogans des friedlichen Widerstands gegen die Sowjetherrschaft: „Eines Tages gewinnen wir sowieso!“ (Ükskord me võidame niikuinii!).
Von 1994 bis 2009 gehörte Valk der Estnischen Zentrumspartei (Eesti Keskerakond) an.

## Privatleben
Heinz Valk war in erster Ehe mit seiner Studienkollegin Mall Valk-Sooster (1935–1976) verheiratet. Nach ihrem Krebstod heiratete er die Kunsthistorikerin Marika Valk (* 1954). Heinz Valk ist Vater von drei Töchtern.